# Johannes Franse

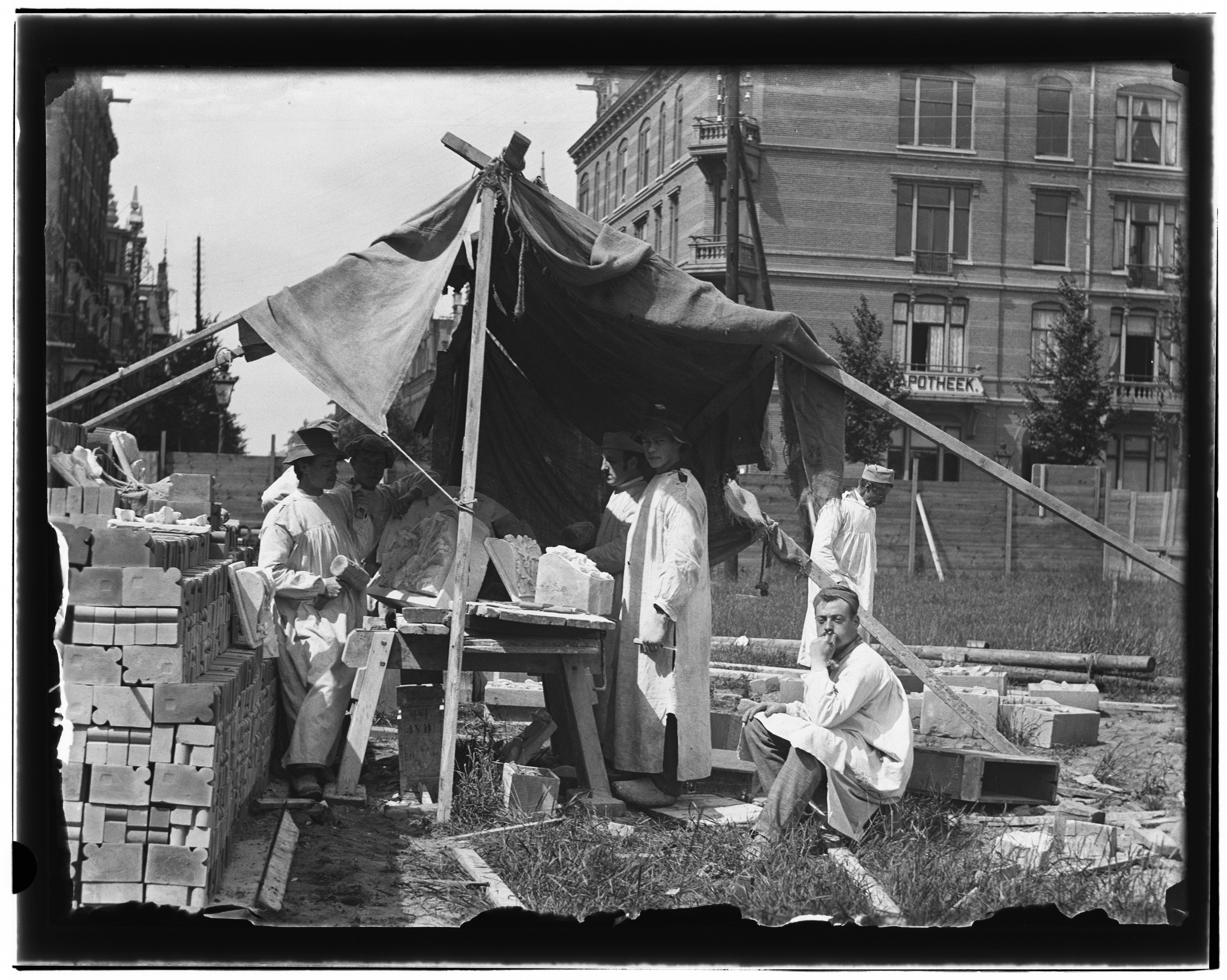
Beeldhouwers van het atelier Franse aan het werk voor Museum Suasso. Foto uit 1894

Johannes Franse (Amsterdam, 8 augustus 1851 – aldaar, 9 oktober 1895) was een Nederlands beeldhouwer.

## Leven en werk
Franse werd geboren in Amsterdam als zoon van Anna Adriana Franse (1818-1861), hij woonde met haar bij zijn grootouders in Haarlem. Zij was modemaakster en had een winkel in de Barteljorisstraat. Franse werd opgeleid tot meubelmaker en werd later steen- en beeldhouwer. Hij was werkzaam in Parijs, Brussel en Antwerpen, waar hij het vak mogelijk in de praktijk leerde. Terug in Nederland ging hij weer in Haarlem wonen. Hij trouwde daar in 1881 met Sophia Bronkhorst (1844-1927), waarna zij zich vestigden in Amsterdam.
Franse maakte veelal bouwbeeldhouwwerk, onder meer voor panden van architect Jan de Haan aan de Stadhouderskade en Leidsekade in Amsterdam. Hij had enige tijd een vennootschap met De Haan onder de firmanaam Joh. Franse, met als doel het maken en verkopen van beeldhouwwerken in hout, steen of andere materialen. In 1883 werd een nieuwe winkelgalerij achter het Paleis voor Volksvlijt geopend, waar Franse een winkel voor grafmonumenten en kransen had. Franse was lid van de Maatschappij tot Bevordering der Bouwkunst en nam in 1885 met Pier Pander, Ludwig Jünger, Adolf le Comte en een aantal anderen deel aan een expositie van beeldhouw- en pleisterwerk in het gebouw van de Maatschappij. Hij liet er een grafmonument en een sluitsteen zien.
Concertgebouw
In 1886 kreeg Johannes Franse de opdracht het door architect A.L. Van Gendt ontworpen Concertgebouw in Amsterdam te verfraaien. Hij verzorgde het gehele frontispice, inclusief drie bustes van de componisten Beethoven en Sweelinck en Bach en de invulling van de fronton. De fronton bevat een allegorie op de muziek, het is 16 meter breed en 4,10 m hoog in het midden. Centrale figuur is de muze der toonkunst, met in haar hand een lier, die wordt gehuldigd door figuren die symbool staan voor haar geschiedenis aan haar linkerkant en de instrumentale en klassikale toonkunst aan de rechterkant.
De gevel werd in 1992 gerestaureerd.

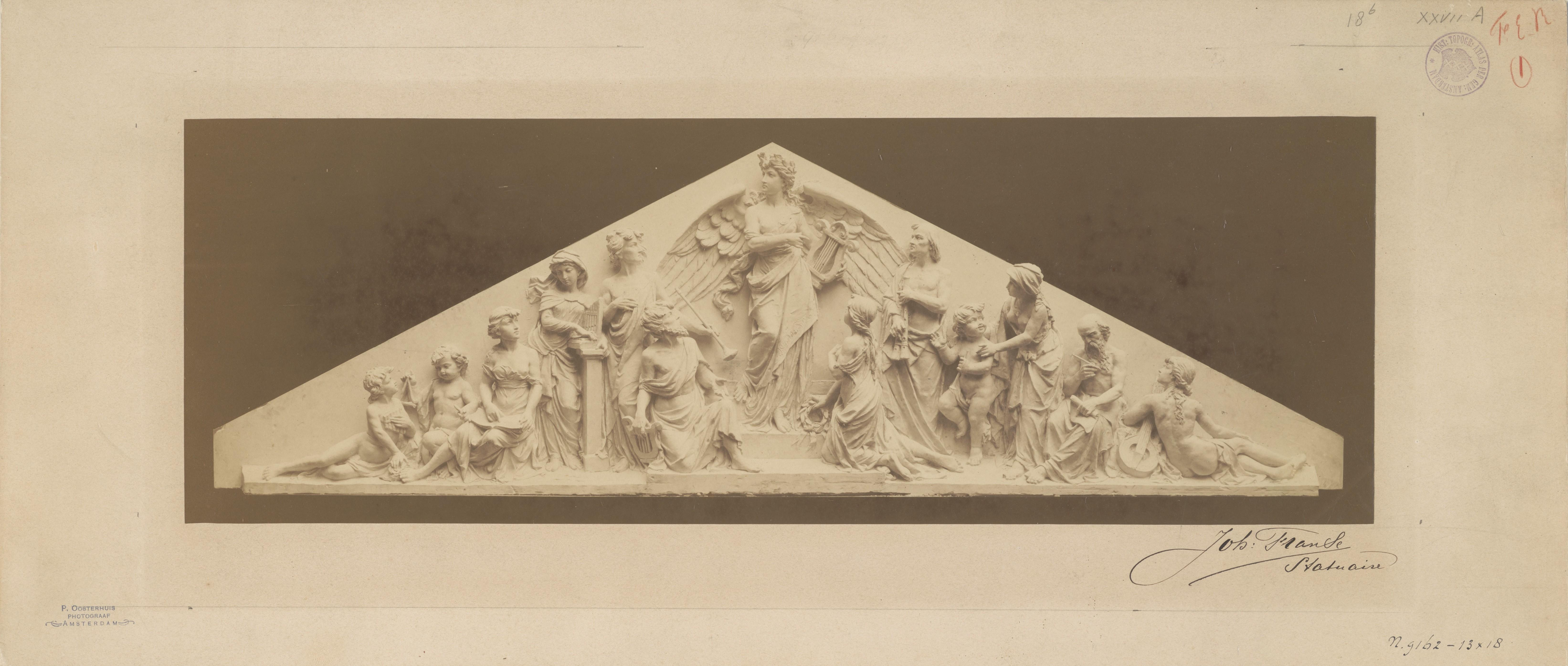

Franse maakte verder nog bouwbeeldhouwwerk voor woonhuizen en winkelpanden en de Nieuwe Oosterbegraafplaats. Op een tentoonstelling van bouwkunst begin 1891 toonde Franse een familiewapen, een gevelsteen voor het gebouw van de Assurantie Mij. Nederland te Amsterdam, een leeuwenkop, een chimère en een afgietsel van een in brons gegoten fries. Franses laatste grote werk was voor de gevels van het Museum Suasso, het huidige Stedelijk Museum, van architect A.W. Weismman. Bij Franses overlijden was een deel van de modellen nog niet uitgewerkt en was vanwege bezuiniging een deel van het geplande beeldhouwwerk geschrapt. De ornamentele decoratie van het museum is nooit voltooid.
Franse overleed in 1895, op 54-jarige leeftijd.

## Werken (selectie)
- 1878 restauratie wanddecoratie in de grafkapel De Raet in de Grote of Sint-Bavokerk, Haarlem
- ca. 1878-1884 engelen met bazuinen aan de gevel en houtsnijwerk aan deuren van het Teylers Museum, Haarlem
- 1882-1883 ornamenteel beeldhouwwerk voor Stadhouderskade 130-134, Amsterdam
- 1883 ornamenteel beeldhouwwerk en fries met putti, Leidsekade 68-69, Amsterdam
- 1883-1884 modellen voor beeldhouwwerk aan de gevel van de 'Mode-Bazar', Leidsestraat 43, Amsterdam. Uitgevoerd door het atelier Van den Bossche en Crevels.
- 1884 buste van Michiel de Ruyter voor de gevel van café-restaurant De Ruyter aan de De Ruyterkade, Amsterdam
- 1884-1885 beeldhouwwerk voor het interieur van het gebouw van de Maatschappij tot Bevordering der Bouwkunst, Marnixstraat 402, Amsterdam
- 1885 ontwerp bronswerk voor grafmonument dhr. P.A.A. Philippeau op het kerkhof bij De Liefde (Amsterdam)
- 1886 uitvoering modellen van Lambertus Zijl voor het Sarphatimonument, Sarphatipark, Amsterdam
- 1886 beeldhouwwerk boekhandel van Allert de Lange aan het Damrak 62, Amsterdam
- 1886 bustes van Beethoven, Sweelinck en Bach voor gevel Concertgebouw, Amsterdam
- 1886-1887 frontispice van het Concertgebouw, Amsterdam
- 1890 deel van het bouwbeeldhouwwerk aan het pand van Jacob Nienhuys aan de Herengracht 380-382, Amsterdam. Het andere deel werd uitgevoerd door het atelier Van den Bossche en Crevels.
- ca. 1891 gevelsteen voor het gebouw van de Assurantie Mij Nederland, Amsterdam
- 1892 e.v. ornamenteel beeldhouwwerk aan gebouwtjes op de Nieuwe Oosterbegraafplaats
- 1894-1895 gevelsteen met het wapen van de familie Van Hall, medaillons met dieren en voorstellingen van de Nederlandse flora en fauna op de gedecoreerde panelen onder de ramen op de verdieping van het Stedelijk Museum, deels naar ontwerp van architect A.W. Weismman

## Foto's

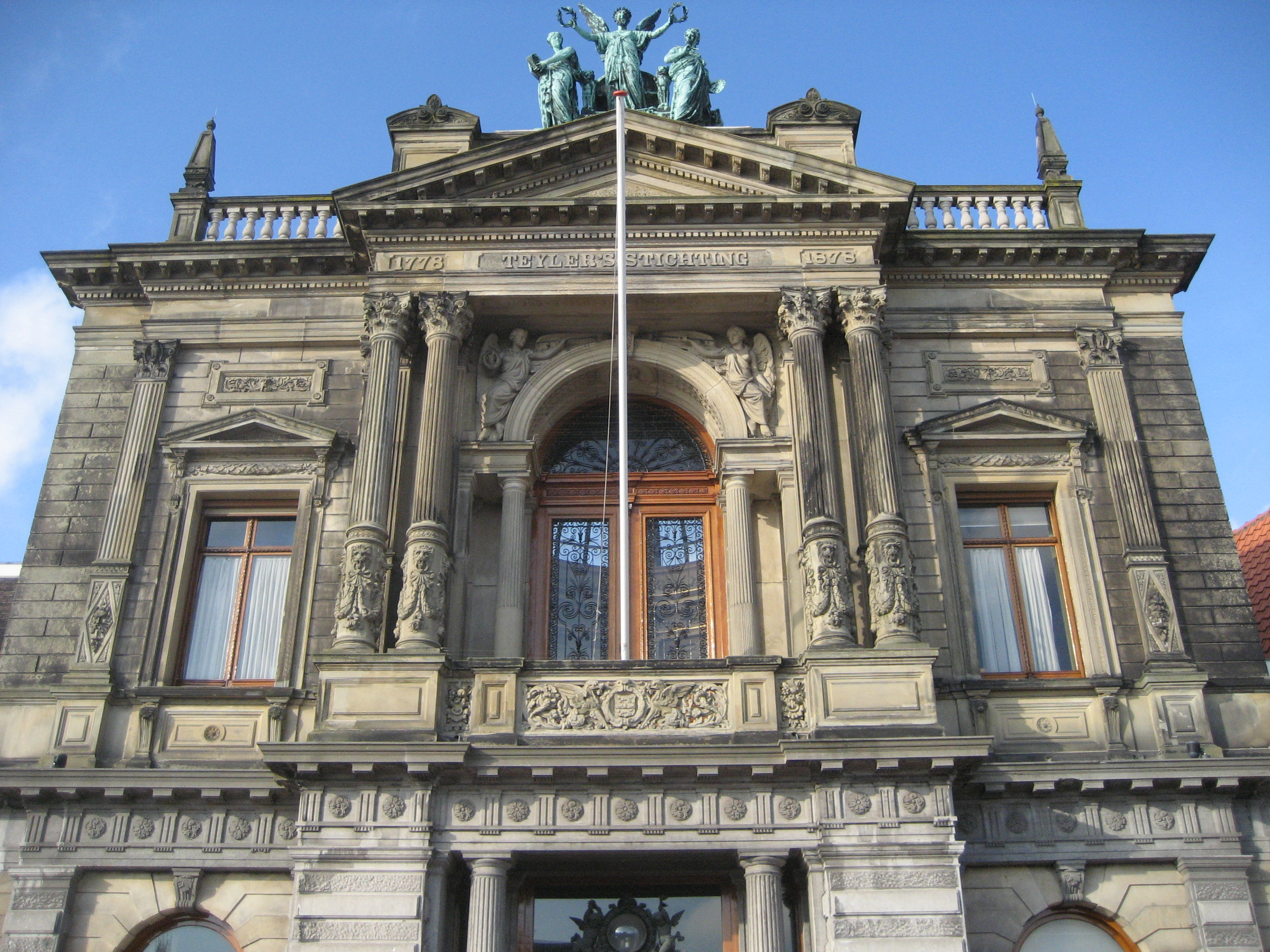
Engelen gevel Teylers Museum (ca. 1878-1884), Haarlem
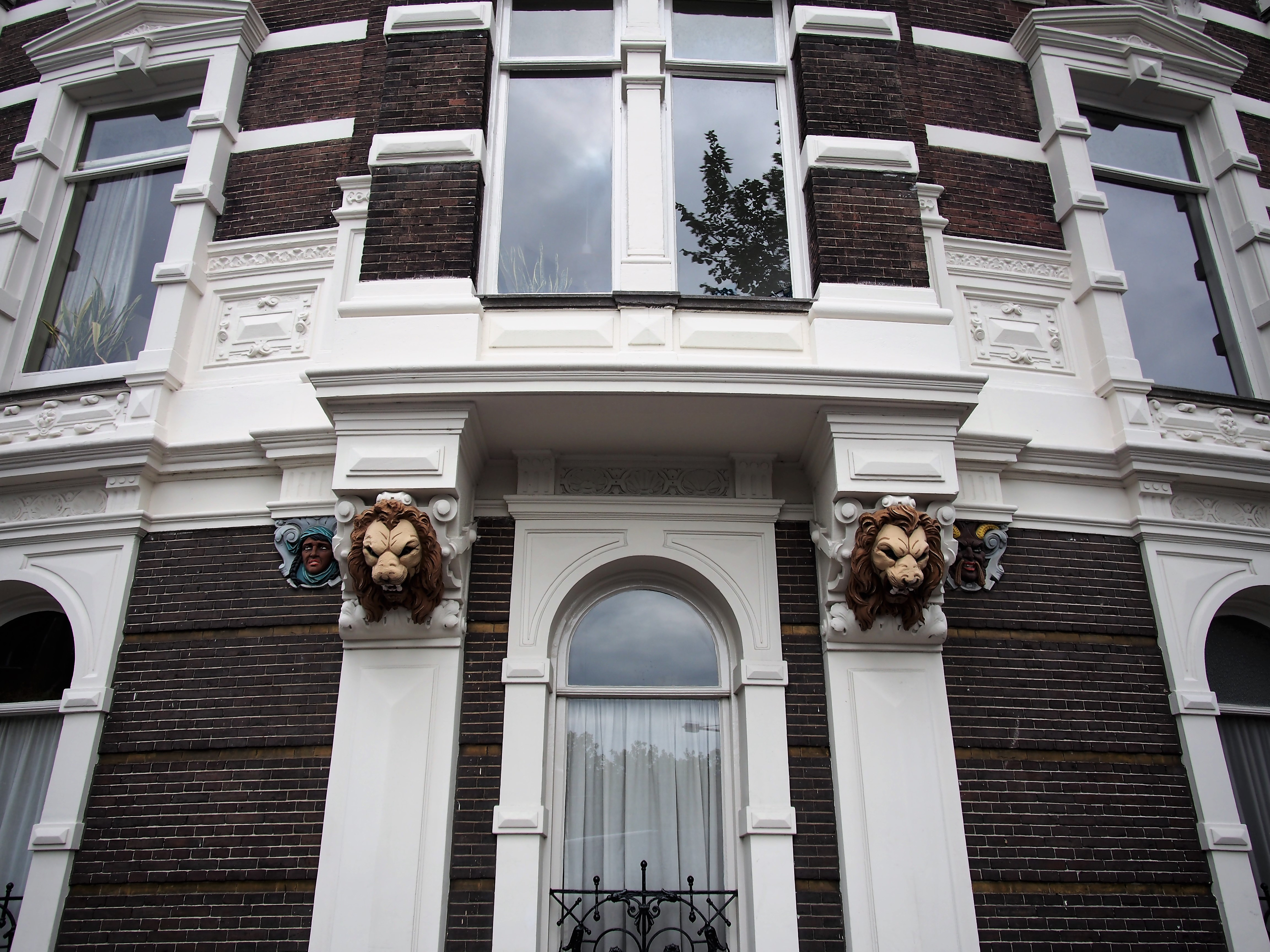
Leidsekade 69, Amsterdam (1883)
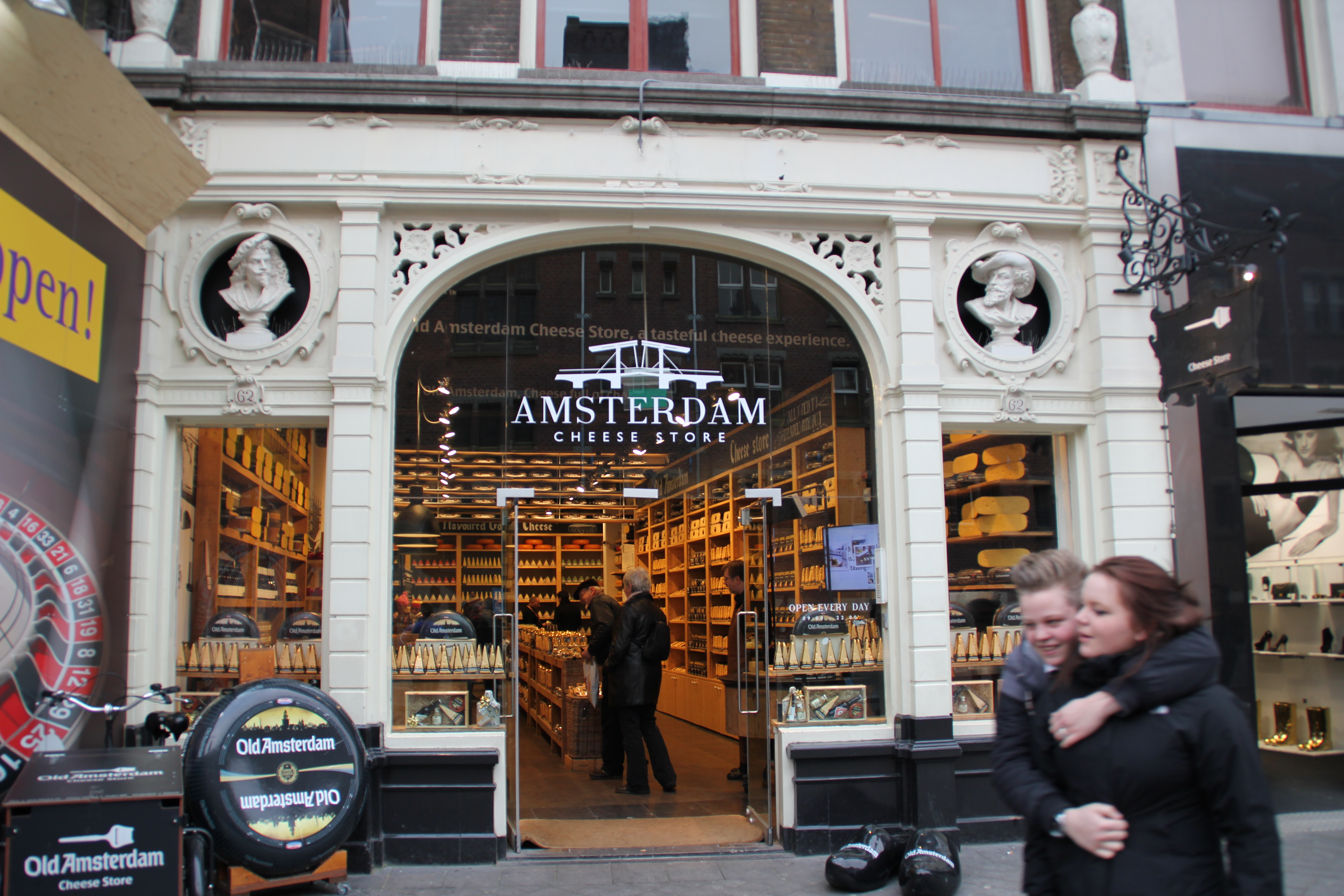
Damrak 62, Amsterdam (1885)
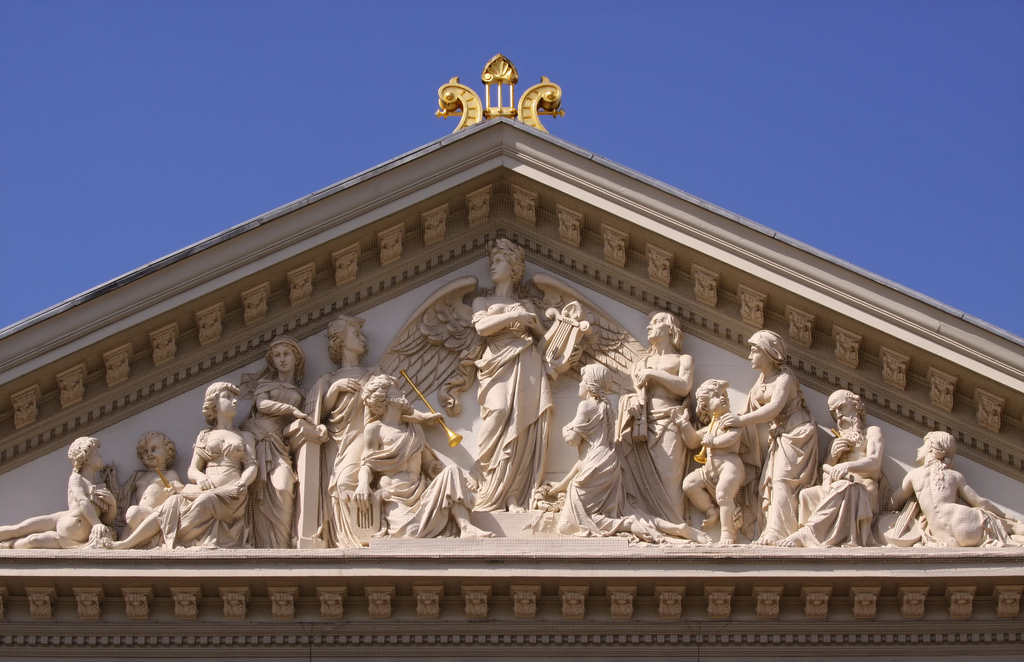
Fronton Concertgebouw (1886), Amsterdam

- Biografisch Portaal: 93647314
- RKD-Nederlands Instituut voor Kunstgeschiedenis: 346167